# Vincerai
Vincerai è la seconda raccolta di successi, la maggior parte riarrangiati, di Al Bano e Romina Power. È stata pubblicata in Italia nel 1992 e contiene due canzoni inedite: Vincerai e Il poeta (Yunus Emre), quest'ultima dedicata al poeta turco.
Tra le varie canzoni c'è anche Cara terra mia riarrangiata in chiave Rap.
L'album, con una tracklist diversa, è stato pubblicato anche in lingua spagnola per il mercato della Spagna con il titolo Vencerás - Sus grandes éxitos e un anno prima, nel 1991, anche in altri paesi europei con il titolo Vincerai - Ihre grössten erfolge.
Il disco è stato premiato con due dischi d'oro e uno di platino in Germania e in Austria.

## Tracce

### Vincerai
L'edizione del disco pubblicata in Italia nel 1992.
1. Vincerai (Albano Carrisi, Al Camarro, Romina Power)
2. Tu soltanto tu (Cristiano Minellono, Michael Hoffman, Dario Farina)
3. We'll Live It All Again (Albano Carrisi, Romina Power)
4. Makassar (Al Camarro, L.B.Horn, Albano Carrisi, Romina Power)
5. Cara terra mia (Albano Carrisi, Romina Power, Vito Pallavicini)
6. Il poeta (Yunus Emre) (Albano Carrisi, Andrea Sacchi, Romina Power)
7. Che angelo sei (Cristiano Minellono, Romina Power, Albano Carrisi)
8. Prima notte d'amore (Albano Carrisi, Romina Power)
9. Io ti cerco (Albano Carrisi, Romina Power)
10. Caro Gesù (Albano Carrisi, Romina Power)
11. Commesso viaggiatore (Albano Carrisi, Romina Power)
12. Andrea (Fabrizio De André, Massimo Bubola)

## Tracce

### Vincerai - Ihre grössten erfolge
L'edizione del disco pubblicata in Europa nel 1991.
Contiene anche brani tratti dalla precedente raccolta Le più belle canzoni.
Sono state escluse dalla tracklist le ultime 4 canzoni presenti nell'edizione italiana.
1. Vincerai (Albano Carrisi, Al Camarro, Romina Power)
2. Tu soltanto tu (Cristiano Minellono, Michael Hoffman, Dario Farina)
3. We'll live it all again (Albano Carrisi, Romina Power)
4. Dialogo (Albano Carrisi, Romina Power)
5. Ci sarà (Cristiano Minellono, Dario Farina)
6. Makassar (Al Camarro, L.B.Horn, Albano Carrisi, Romina Power)
7. Sempre sempre (Claude Lemesle, Michel Carrè, Michel Gouty, Vito Pallavicini)
8. Cara terra mia (Albano Carrisi, Romina Power, Vito Pallavicini)
9. Il poeta (Yunus Emre) (Albano Carrisi, Andrea Sacchi, Romina Power)
10. Che angelo sei (Cristiano Minellono, Romina Power, Albano Carrisi)
11. Sharazan (Albano Carrisi, Romina Power, Ciro Dammicco)
12. Prima notte d'amore (Albano Carrisi, Romina Power)
13. Felicità (Cristiano Minellono, Gino De Stefani, Dario Farina)
14. Nel sole (Albano Carrisi, Pino Massara, Vito Pallavicini)
15. Libertà (Springbock, L.B.Horn, Willy Molco, Romina Power, Vito Pallavicini)
16. Nessun dorma (Giacomo Puccini, Giuseppe Adami, Renato Simoni - dall'opera Turandot)

## Tracce

### Vencerás - Sus grandes éxitos
L'edizione del disco in lingua spagnola pubblicata esclusivamente in Spagna nel 1992.
1. Vencerás (Albano Carrisi, Al Camarro, Romina Power)
2. Vivirlo otra vez (Albano Carrisi, Romina Power)
3. Makassar (Al Camarro, L.B.Horn, Albano Carrisi, Romina Power)
4. Siempre siempre (Claude Lemesle, Michel Carrè, Michel Gouty, Vito Pallavicini)
5. Il poeta (Yunus Emre) (Albano Carrisi, Andrea Sacchi, Romina Power)
6. Sharazan (Albano Carrisi, Romina Power, Ciro Dammicco)
7. Felicidad (Cristiano Minellono, Gino De Stefani, Dario Farina)
8. Prima notte d'amore (Albano Carrisi, Romina Power)
9. Mujer por amor (L.B.Horn, Albano Carrisi, Romina Power)
10. Libertad (Springbock, L.B.Horn, Willy Molco, Romina Power, Vito Pallavicini)
11. La mañana (Ruggero Leoncavallo, Vito Pallavicini)
12. Frágile (Joachim Horn-Bernges, Christian Heilburg, Albano Carrisi, Romina Power)
13. Los cisnes de Balaka (Albano Carrisi, Willi Molco, Albano Carrisi)
14. Arena blanca (Albano Carrisi, Romina Power)
15. Oye Jesús (Albano Carrisi, Romina Power)
16. No es sencillo amar (Albano Carrisi, Romina Power)

## Formazione
- Al Bano - voce
- Romina Power - voce
- Henner Malecha - basso
- Martin Langer - batteria
- Reggie Worthy - basso
- Gianni Dall'Aglio - batteria
- Renè Robrahn - batteria
- Tim Root - batteria
- Werner Schwarzer - batteria
- Giorgio Cocilovo - chitarra
- Claudio Guidetti - tastiera
- Nils Tuxen - chitarra
- Peter Weihe - chitarra
- Ralf Denker - chitarra
- Tony Monn - tastiera
- Roberto Puleo - chitarra
- Wesley Plass - chitarra
- Alexandre Seidl - tastiera
- Arnel Cosca - tastiera
- Claus Robert Kruse - tastiera
- Geoff Bastow - tastiera
- Joe Dorff - tastiera
- Marco Grasso - tastiera
- Soenke Hardt - percussioni
- Mario Pezzotta - tastiera
- Victor Bach - tastiera
- Werner Becker - tastiera
- Corinna Ludzuweit - percussioni
- Angelika Henschen, Betty Maineri, Brigit Fogle, Brigitte Dunklau, Cristina Gagliardi, Frank Ryan, Joachim Horn, Linda Barbier, Reggie Worthy, Stefan Frank, Tom Jackson, Tommy Jenkins, Luana Heredia, Maurizio Fabrizio - cori

## Classifiche
| Classifica | Posizione |
| ---------- | --------- |
| Austria    | 27        |
| Germania   | 24        |